# HMS Bryansford
HMS Bryansford (P3106), później NNS Ibadan – brytyjski okręt patrolowy z okresu zimnej wojny, jedna z dwudziestu jednostek typu Ford. Okręt został zwodowany 2 kwietnia 1954 roku w stoczni Inglis w Glasgow i w tym samym roku rozpoczął służbę w Royal Navy. W 1968 roku jednostka została zakupiona przez Nigerię i pod nazwą „Ibadan” (II) weszła w skład Marynarki Wojennej tego państwa w maju 1968 roku. Okręt został skreślony z listy floty w 1975 roku.

## Projekt i budowa
Okręty patrolowe typu Ford zostały zaprojektowane przez W.J. Holta w celu zastąpienia używanych podczas II wojny światowej niewielkich patrolowców typu HDML. Jednostki planowano wyposażyć w jednolufową wersję miotacza Squid, jednak broń ta ostatecznie nie powstała i na pokładzie umieszczono tradycyjne miotacze i zrzutnie bomb głębinowych. Okręty miały charakterystyczny wygląd dzięki umieszczonym obok siebie dwóm kominom.
HMS „Bryansford” zamówiony został 3 maja 1951 roku w stoczni Inglis w Glasgow. Okręt został zwodowany 2 kwietnia 1954 roku i w tym samym roku przyjęty do służby w Royal Navy. Jednostka otrzymała numer taktyczny P3106.

## Dane taktyczno-techniczne
Okręt był dużym, przybrzeżnym patrolowcem, przeznaczonym do zwalczania okrętów podwodnych. Długość całkowita wynosiła 35,7 metra (33,5 m między pionami), szerokość 6,1 metra i zanurzenie 1,5 metra. Wyporność standardowa wynosiła 120 ton, a pełna 160 ton. Okręt napędzany był przez trzy silniki wysokoprężne: dwa 12-cylindrowe Davey-Paxman o łącznej mocy 1100 koni mechanicznych (KM), napędzające zewnętrzne śruby oraz silnik marszowy Foden o mocy 100 KM, poruszający środkową śrubą. Maksymalna prędkość okrętu wynosiła 18 węzłów, a ekonomiczna (marszowa) 8 węzłów. Okręt zabierał 23 tony paliwa.
Uzbrojenie artyleryjskie jednostki składało się z pojedynczego działka Bofors kal. 40 mm Mark 7 L/60. Broń ZOP stanowiły dwa miotacze i dwie zrzutnie bomb głębinowych. Wyposażenie radioelektroniczne obejmowało sonar Type 144 oraz radar Type 978.
Załoga okrętu składała się z 19 oficerów, podoficerów i marynarzy.

## Służba
Po 14 latach służby w Royal Navy, w 1968 roku jednostka została zakupiona przez Nigerię (wraz z bliźniaczymi HMS „Dubford” i „Gifford”). Okręt pozbawiono sonaru oraz zdemontowano miotacze i zrzutnie bomb głębinowych, w zamian instalując dwa pojedyncze działka automatyczne Oerlikon kal. 20 mm Mark 7 L/70. W maju 1968 roku jednostka pod nazwą „Ibadan” (druga o tej nazwie, po zatopionej w 1967 roku) została przyjęta w skład Marynarki Wojennej Nigerii. Podczas służby pod nigeryjską banderą załoga jednostki liczyła 26 osób. Okręt został skreślony listy floty w 1975 roku.